# Landfrýd

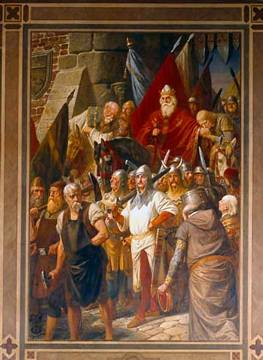
Jindřich IV. vyhlašuje roku 1103 landfrýd v Mohuči

Landfrýd, též lantfrýd, landfríd nebo lantfríd (z německého Landfriede, což znamená zemský mír, latinsky constitutio pacis, pax instituta, také pax jurata) byl výraz označující dohodu správních celků v rámci země o míru. Poprvé se objevují v Německu od 12. století. Účelem těchto dohod bylo omezení svémoci, ochrana veřejného pořádku, byly namířeny proti násilí, loupení a soukromým válkám. Také obsahovaly ujednání o potírání porušitelů zemského míru. Poprvé ho uzavřel Jindřich IV. v roce 1103 v německé Mohuči. V českých zemích byl uzavřen poprvé roku 1396 mezi moravským markrabětem Joštem, olomouckým biskupem Mikulášem a moravskou šlechtou.
Landfrýdní hnutí se v českých zemích velmi rozšířilo v interregnu 1440–1453. Landfrýdy zajišťovaly justici, státní správu i vojenskou ochranu, přesto kriminalita v této době stoupala. Jednotlivé šlechtické sněmíky se často dostaly do lokálních konfliktů o území v rámci protestantsko-katolických bojů, nicméně sjížděly se na zemské sjezdy a sdružovaly v bitvách s Uhry na moravských hranicích.
Za husitů byly rozdělené na kališnické (na východě, Jiří z Poděbrad) a na katolické (jih, Rožmberkové).